# Repišče
Repišče so naselje v Občini Videm.